# Napoli ieri - Napoli oggi
Napoli ieri - Napoli oggi è l'undicesimo album del cantautore Peppino di Capri, pubblicato nel 1970.
È il primo album del cantante campano ad essere prodotto in proprio per la sua nuova casa discografica, la Splash.

## Descrizione
Dopo lo "strappo" con la sua etichetta discografica Carisch, Di Capri decide di mettersi in proprio e fondare una sua etichetta privata, con lo scopo non solo di riuscire ad incidere esclusivamente le cose che egli riteneva più interessanti per la sua carriera musicale (come ribadì più spesso in varie interviste), ma anche di poter acquisire una sorta di autonomia produttiva e organizzativa sui dischi da pubblicare. Dopo due singoli di tiepidissimo successo in primavera, in estate il cantante caprese, dopo circa quattro anni di assenza, torna in hit parade tra i primi 30 dischi più venduti con Me chiamme ammore, con il quale aveva vinto il Festival di Napoli, e, ironia della sorte, la vittoria se la aggiudicò con la manifestazione canora svoltasi nella piazzetta di Capri. 
Il successo del singolo non ferma quindi il cantante e i suoi musicisti, i New Rockers, che decidono di entrare in sala di incisione per realizzare un progetto che Di Capri aveva in cantiere da un po' di tempo con il suo nuovo, giovanissimo, paroliere e collaboratore artistico, Mimmo Di Francia: creare una sorta di antologia di alcuni famosi classici napoletani dei primi del novecento fino al secondo dopoguerra, con materiale inedito. Quindi da un lato del disco la "Napoli di ieri" e dall'altro la "Napoli di oggi".
L'intero disco, registrato nel settembre 1970 agli studi Bideri di Napoli, conferma l'indubbia poliedricità e versatilità del cantante caprese e dei suoi musicisti nel mescolare la vecchia musicalità partenopea con influenze hard rock, british invasion e progressive, grazie soprattutto agli assoli del chitarrista Piero Braggi, e all'evoluzione tecnica del batterista Ettore Falconieri. Tali riuscite combinazioni sonore e artistiche sono abbastanza riconoscibili negli arrangiamenti di Na sera e' maggio, Sciummo, Torna e Canzone appassiunata. 
I brani inediti del disco sono soltanto due: oltre alla già citata Me chiamme ammore, vi è una composizione intitolata Signò dint' a stà chiesa, scritta nel 1963 dai fratelli Enrico e Paolo Moscarelli, altri giovani compositori napoletani, e che non era mai stata precedentemente interpretata.
Suspiranno era stata già incisa alcuni mesi prima dal cantante e dai Rockers e pubblicata su 45 giri. Sciummo veniva cantata in un periodo precedente alla pubblicazione del disco da Di Capri, in una versione in inglese dal titolo The River che la cantante statunitense Helen Merril aveva pubblicato nel 1964. Questa versione fu anche pubblicata su 45 giri, in quello che era d'altronde il primo singolo per la Splash. Successivamente Di Capri non ripropose più il brano in tale versione.
La copertina, rivestita di velluto marrone nella parte esterna sia di fronte che nel retro, presenta con caratteri dorati la sola scritta Peppino di Capri. Nella parte interna vi sono quattro fotografie dei Rockers, ciascuno impegnato a suonare il proprio strumento, e una foto più grande del cantante al Pianoforte. Sulla parte destra dell'interno vi sono invece interventi di Mimmo Di Francia che racconta la creazione del disco, e un'affettuosa impressione critica scritta da Giuseppe Marotta. 
L'album, distribuito come tutti gli altri dischi successivi del cantante campano dalle Messaggerie Musicali di Milano, ebbe un buon successo di vendite, arrivando a toccare la sedicesima posizione degli LP più venduti del 1971, tanto da spingere Di Capri a fare un secondo album con le stesse caratteristiche l'anno successivo, con gli stessi schemi sia musicali che di copertina, che sarà poi Napoli ieri - Napoli oggi - Vol. II.
L'album è stato ripubblicato in CD nel 2003, con l'aggiunta di quattro brani in coda: 'mbraccio a mme (incisione del 1972), O mare (brano del 1995), Luna Rossa (incisione del 1977) e Doce doce (nuova registrazione del classico di Fred Bongusto).

## Tracce
Lato A
1. Na sera e maggio (testo di Gigi Pisano, musica di Giuseppe Cioffi)
2. Canzone appassiunata (testo e musica di E. A. Mario)
3. Passione (testo di Libero Bovio, musica di Ernesto Tagliaferri e Nicola Valente)
4. Dicitencello Vuie (testo di Enzo Fusco, musica di Rodolfo Falvo)
5. Suspiranno (testo di Ernesto Murolo, musica di Evemero Nardella)
6. Torna. (testo di Pacifico Vento, musica di Nicola Valente)

Lato B
1. Me chiamme ammore (testo di Mimmo di Francia, musica di Giuseppe Faiella e Mimmo di Francia)
2. Sciummo (testo di Enzo Bonagura, musica di Carlo Concina)
3. Anema e core (testo di Salve D'Esposito, musica di Tito Manlio)
4. Signo dint'a sta chiesa (testo e musica di Enrico e Paolo Moscarelli)
5. Nisciuno (testo di Antonio Vian, musica di Giuseppe Russo)
6. Ricuordate (testo e musica di Augusto Mauro)

## Formazione
- Peppino di Capri: voce, pianoforte
- Ettore Falconieri: batteria, percussioni
- Piero Braggi: chitarra, cori
- Pino Amenta: basso, cori
- Gianfranco Raffaldi: tastiera, organo, cori

- Angelo Dalla Fiore: tecnico del suono
- Tony Iglio: sovrapposizioni orchestrali
- Mimmo Di Francia: composizioni, collaborazione artistica